# Hadronyche emmalizae
Hadronyche emmalizae is een spinnensoort uit de familie Atracidae. De soort komt voor in New South Wales.

## Etymologie
De soort is vernoemd naar de dochter van de auteur Emma Elizabeth Jensen Gray.